# Eighteenth Street Lounge Music
Eighteenth Street Lounge Music (скорочено ESL Music) — американський незалежний звукозаписний лейбл, заснований у 1995 році у Вашингтоні Робом Гарзою та Еріком Гілтоном (засновниками гурту Thievery Corporation того ж року).

## Історія
У 1995 році група партнерів, включаючи Фаріда Нурі, Еріка Гілтона, Яму Джевейні та Амана Аюбі, відкрила музичний клуб Eighteenth Street Lounge у старому вашингтонському особняку, пропонуючи своїм відвідувачам різноманітну музику: джаз, реггі та дип-хаус. Очолив клуб Фарід Нурі. Навесні того ж року Ерік Хілтон і Роб Гарза зустрілися в клубі і вирішили створити власну музичну групу Thievery Corporation, що вони й зробили влітку. Того ж року вони заснували власний незалежний лейбл Eighteenth Street Lounge Music. У січні 1996 року лейбл випустив дебютний сингл гурту «2001: A Spliff Odyssey», а пізніше випустив дебютний альбом «Sounds from the Thievery Hi-Fi».

## Артисти
Список на основі сторінки лейбла на Discogs
- Adrian Quesada
- Afrolicious
- Ancient Astronauts
- Avatars of Dub
- Chris Joss
- Desmond Williams
- Dust Galaxy
- Federico Aubele
- Kruder & Dorfmeister
- Natalia Clavier
- Nickodemus
- Novalima
- Ocote Soul Sounds
- Shawn Lee
- Sofa Surfers
- The Funk Ark
- Thunderball
- Ursula 1000